# Instituto Tecnológico de Celaya
El Instituto Tecnológico de Celaya es una institución de educación superior localizado en la ciudad de  Celaya, Gto. Es dependiente, al igual que varios institutos tecnológicos, orgánica y funcionalmente del Gobierno Federal. Su función es la transmisión del conocimiento científico y cultural, cubriendo las necesidades de educación superior de los alrededores.
El Instituto Tecnológico de Celaya depende directamente del Tecnológico Nacional de México perteneciente a la Secretaría de Educación Pública. El objetivo general del instituto es "cumplir con el compromiso social que contrajo con la comunidad a la cual sirve, y ser un agente de cambio activo en el crecimiento y evolución de una sociedad dinámica".
En sus aulas se ofrecen 11 licenciaturas e ingenierías, 7 maestrías y 4 doctorados, siendo una de la instituciones de educación más fortalecidas y con mayor tradición en el estado de Guanajuato.

## Historia
El Instituto Tecnológico de Celaya comenzó sus actividades académicas en abril de 1958, inicialmente como un centro de educación secundaria, de capacitación técnica y preparatoria técnica especializada. El primer programa de educación superior se estableció en 1962, impartiendo la carrera de ingeniería industrial. El enfoque como institución de educación superior inició con la desincorporación de los programas de educación secundaria y de bachillerato en 1970 y 1984, respectivamente.
En 1980 inició el primer programa de maestría, el de Ingeniería Química, definiendo su vocación como promotora del conocimiento tecnológico de excelencia. Esta vocación fue reforzada con la creación de la maestría en Ingeniería Mecánica en 1986 y el Doctorado en Ingeniería Química en 1989. Desde entonces se han venido creando otros programas de posgrado, como las maestrías en  Ingeniería Administrativa y en Ingeniería Industrial en 1993 y 1994.

## Oferta Educativa
Actualmente el Instituto Tecnológico de Celaya ofrece 10 ingenierías, 1 licenciatura, 7 maestrías y 4 doctorados, listados a continuación:

### Ingenierías
- Licenciatura en Administración
- Ingeniería Ambiental
- Ingeniería Bioquímica
- Ingeniería Electrónica
- Ingeniería Industrial
- Ingeniería Informática
- Ingeniería Mecánica
- Ingeniería Mecatrónica
- Ingeniería en Semiconductores
- Ingeniería Química
- Ingeniería en Gestión Empresarial
- Ingeniería en Sistemas Computacionales

### Maestrías
- Maestría en Ingeniería Industrial
- Maestría en Innovación Aplicada
- Maestría en Ciencias en Ingeniería Bioquímica
- Maestría en Ciencias en Ingeniería Electrónica
- Maestría en Ciencias en Ingeniería Mecánica
- Maestría en Ciencias en Ingeniería Química
- Maestría en Gestión Administrativa

### Doctorados
- Doctorado en Ciencias de la Ingeniería
- Doctorado en Ciencias en Ingeniería Bioquímica
- Doctorado en Ciencias en Ingeniería Electrónica
- Doctorado en Ciencias en Ingeniería Química